# 434
| 434                |
| ------------------ |
| Dødsfald - Fødsler |
|                    |

| Gregoriansk kalender | 434 CDXXXIV             |
| Ab urbe condita      | 1187                    |
| Armensk kalender     | I/T                     |
| Kinesiske kalender   | 3130 – 3131 癸酉 – 甲戌 |
| Etiopisk kalender    | 426 – 427               |
| Jødisk kalender      | 4194 – 4195             |
| Hindukalendere       |                         |
| - Vikram Samvat      | 489 – 490               |
| - Shaka Samvat       | 356 – 357               |
| - Kali Yuga          | 3535 – 3536             |
| Iransk kalender      | 188 BP – 187 BP         |
| Islamisk kalender    | 194 BH – 193 BH         |

Se også 434 (tal)

## Begivenheder
- Brødrene Attila og Bleda arver deres farbrors kongedømme over hunnerne, som har deres vigtigste støttepunkt på den ungarske slette.